# Torre da Lua
Torre da Lua é uma atração turística de Palmácia, Ceará. É um dos pontos mais altos da cidade, situado a 800 m do nível do mar, sendo assim denominado devido à sua linda vista nas noites de luar.
O local é utilizado como mirante natural, com outras atrações, como: rampa de voo livre, área de Camping e trilhas na Mata Atlântica. está localizada no município de Palmácia. O local também é utilizado para a pratica de esportes radicais, como parapente e asa-delta.